# Cercle Olympique de Bamako
El Cercle Olympique de Bamako és un club malià de futbol de la ciutat de Bamako.

## Palmarès
- Copa maliana de futbol:[3]
  - 2000, 2002

## Futbolistes destacats
- Amadou Sidibé